# 2013년 대한민국 고위층 성접대 사건
2013년 대한민국 고위층 성접대 사건은 윤중천 전 중천산업개발 회장에 대한 고소로 시작된 고위층 성접대 의혹으로 불거진 대한민국 사건이다.

## 사건개요
동갑내기 여성사업가 권 모 씨와 건설업자 윤중천 회장은 2011년부터 만나 내연관계로 발전하는데 2012년 10월, 둘이 성관계를 맺는 동영상이 윤 씨 아내에게 발견되면서 두 사람은 간통죄로 고소를 당한다. 권 씨는 윤 씨가 자신에게 약물을 먹이고 성관계를 맺은 뒤 협박해, 15억 원대 돈과 외제차를 빼앗았다며 윤 씨를 고소하였고 경찰은 성폭행 부분은 무혐의 처분하고, 동영상 촬영 등의 혐의는 기소 의견으로 검찰에 송치하였다. 2013년 초 법조계를 중심으로 법조계 고위층을 비롯 사회지도층에 대한 성접대 동영상 첩보 수준의 소문이 확산되면서 전환점을 맞는다. 경찰청 특수수사대는 강원도 별장에서 이뤄진 은밀한 성접대 장면이 촬영된 문제의 동영상을 윤 전 회장을 성폭행 혐의로 고소했던 여성 K 씨로부터 입수하고 윤 전 회장의 조카를 소환 조사해 노트북컴퓨터를 제출받았으며 윤 전 회장 조카가 동영상을 보관해뒀다는 인터넷 저장공간도 압수수색하였다.

### 성접대 동영상
경찰이 입수한 동영상 화면에는 속옷 차림의 하의를 탈의한 중년 남성이 가수 박상철의 ‘무조건’을 부르면서 여성을 뒤에서 안고 노래 부르다, 낯뜨거운 장면으로 넘어갔고, 동영상은 끊겼습니다. 경찰청 관계자에 따르면 "피해자라고 주장하는 한 여성이 김 차관을 접대했다고 진술했다"고 밝혔고 김 차관이 윤씨의 강원도 원주 별장에 갔는지, 여기서 성접대를 받은 사실이 있는지에 수사를 집중할 예정이다. 또 경찰은 법무부에 출국금지를 요청하였다.

### 변태 성행위 도구 및 음란물 시청
사건이 발생하였다는 별장에서는 가면과 쇠사슬이 발견되었고 윤 씨의 모임에 참석한 사람의 증언에 따르면 "영화감상실 문을 열었더니 안에서 남녀의 노골적인 정사장면이 담긴 음란동영상이 상영되고 있었다. 성행위 중인 남녀의 특정 부위를 확대한 장면이었다. 남녀 10여 명이 화면을 바라보고 있었다. 깜짝 놀라 급하게 문을 닫았더니 안에서 한 남자가 나와 "들어와서 같이 보자"라고 권했다. 나는 "헐벗고 신음하는 사람들 도와준다더니 이런 거였냐"며 화를 내고 돌아섰다. 20여 분 뒤 '설마 아직도 보고 있나'라는 생각에 문을 살짝 열어봤다. 이들은 여전히 음란동영상에 빠져 있었다."고 말하였다.

### 마약 투약
경찰은 건설업자 윤 모 씨 별장에서 유력 인사들에게 성접대를 했다고 진술한 여성 3명의 머리카락을 뽑아 국립과학수사연구원에 보냈고 분석 결과, 여성 1명의 모발에서 필로폰 성분이 검출됐으며 나머지 두 명의 머리카락에서도 마약 성분이 검출됐다고 밝혔다

## 김학의 법무부 차관 사퇴
윤 전 회장의 별장에서 촬영된 것으로 보이는 성관계 동영상과 관련된 현 정부 최고위직 인사로 의심받아 온 김학의 법무부 차관이 연루 의혹을 전면 부인한 뒤 전격 사퇴를 했다.

## 허준영 할복 자살 발언
허준영 전 경찰청장은 "고위층 성접대 관련자로 허준영의 이름이 돈다는데 있을 수 없는 음해입니다. 저는 성접대 사건과 전혀 무관합니다."라고 주장하며 사실이라면 할복자살할 것이라고 말하였다.

## 반응
21일 성 접대 의혹을 받고 있는 김학의 법무부 차관이 사직 의사를 밝히자 법무부와 검찰에는 격앙과 탄식이 교차했다. 일선에서는 취임 후 일주일도 안돼 불거질 문제를 미리 검증하지 못한 것에 대한 아쉬움의 목소리가 컸다.

## 참고 문헌
1. ↑  동아일보 2013-03-23 파티 참가女 "남녀 10여명 음란동영상 몰두"
2. ↑  "성접대 진술女 모발서 필로폰 검출돼" 2013-03-23
3. ↑  "이런 일까지…" 김학의 사퇴에 검찰·법무부 '망연자실' 경향신문 2013-03-21

## 같이 보기
- 2010년 검사 성접대 사건
- 2004년 춘천지방법원 판사 성접대 사건
- 아이즈 와이드 셧